# Cabana del Moro (Llauro)

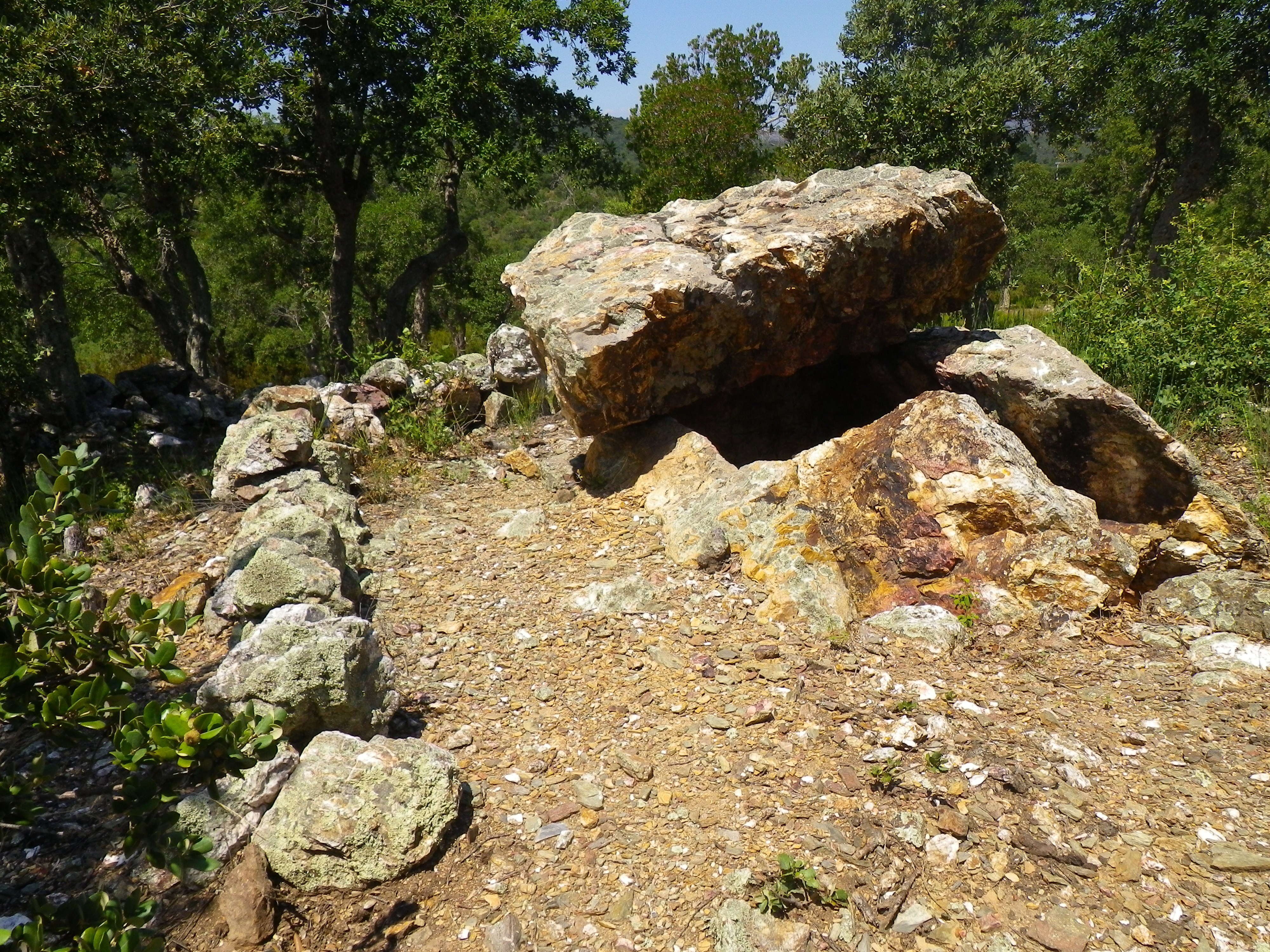
Dolmen Cabana del Moro beim Ort Llauro

Der als Cabana del Moro („Hütte des Mauren“) bezeichnete Dolmen stammt aus der Jungsteinzeit und befindet sich auf dem Gebiet der südfranzösischen Gemeinde Llauro im Département Pyrénées-Orientales. Der ebenfalls "Cabana del Moro" genannte Dolmen von Céllecs liegt in Katalonien. Dolmen ist in Frankreich der Oberbegriff für neolithische Megalithanlagen aller Art (siehe: Französische Nomenklatur).

## Lage
Das megalithzeitliche Großsteingrab befindet sich in einem Waldstück etwa auf halber Strecke zwischen Llauro und dem Nachbarort Tordères. In der Umgebung gab es genügend große Steine zur Errichtung des Bauwerks.

## Beschreibung
Der aus kaum behauenen Kalksteinen errichtete Dolmen scheint über einen mehrere Meter langen Gangbereich verfügt zu haben. Die Orthostaten auf der linken Seite der Grabkammer sind ins Erdreich abgesunken; dadurch hat sich der große Deckstein der Kammer zur Seite gesenkt. Die eine Einfriedung bildenden Steine in der Umgebung scheinen nicht zum originalen Bestand zu gehören.